# Luna 24
Luna 24 (ryska: Луна-24) var en sovjetisk rymdsond, den sista i Lunaprogrammet. Rymdsondens huvuduppgift var att ta ett markprov på månen och återföra det till jorden. Farkosten återförde 170 gram markprov från månen. Sovjetunionens tredje och sista markprov från månen.
Rymdsonden sköts upp den 9 augusti 1976, med en Proton-K/D-1 raket. Farkosten gick in i omloppsbana runt månen den 14 augusti 1976. Farkosten landade på månen den 18 augusti 1976. Kapseln med markprovet sköt upp mot jorden dagen efter och landade 20 mil från staden Surgut i västra Sibirien den 22 augusti 1976.

### Fotnoter
1. ↑  ”NASA Space Science Data Coordinated Archive” (på engelska). NASA. https://nssdc.gsfc.nasa.gov/nmc/spacecraft/display.action?id=1976-081A. Läst 25 mars 2020.